# The Hot Rock
The Hot Rock è il quarto album in studio del gruppo rock statunitense Sleater-Kinney, pubblicato nel 1999.

## Tracce
1. Start Together – 2:38
2. Hot Rock – 3:17
3. The End of You – 3:20
4. Burn, Don't Freeze – 3:19
5. God Is a Number – 3:44
6. Banned from the End of the World – 2:09
7. Don't Talk Like – 3:04
8. Get Up – 3:46
9. One Song for You – 2:49
10. The Size of Our Love – 3:12
11. Living in Exile – 2:31
12. Memorize Your Lines – 3:10
13. A Quarter to Three – 4:03

## Formazione
- Corin Tucker - voce, chitarra
- Carrie Brownstein - chitarra, voce
- Janet Weiss - batteria, percussioni